# História de Santa Rita de Cássia (Bahia)
A história de Santa Rita de Cássia, município localizado na porção oeste do estado da Bahia, remonta à época do Brasil Colônia.

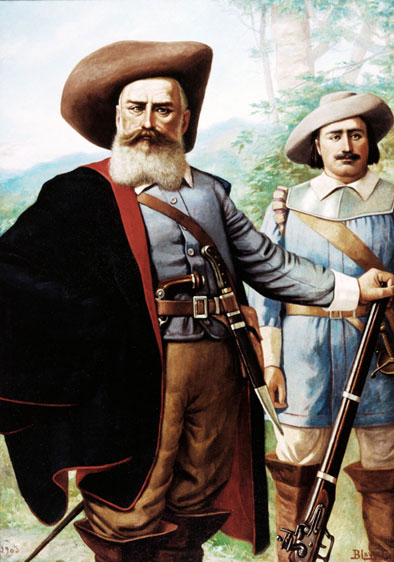
Domingos Jorge Velho (à frente), em pintura de Benedito Calixto.

## Crescimento do arraial
É tradição lendária, uma vez que não existem provas documentais, que em meados do século XVII, chegou ao Arraial de Santa Rita do Rio Preto um misterioso casal de portugueses, que se instalou nas imediações da Igreja Velha, então rua do Espírito Santo (atual avenida Professor Elpídio Santana).

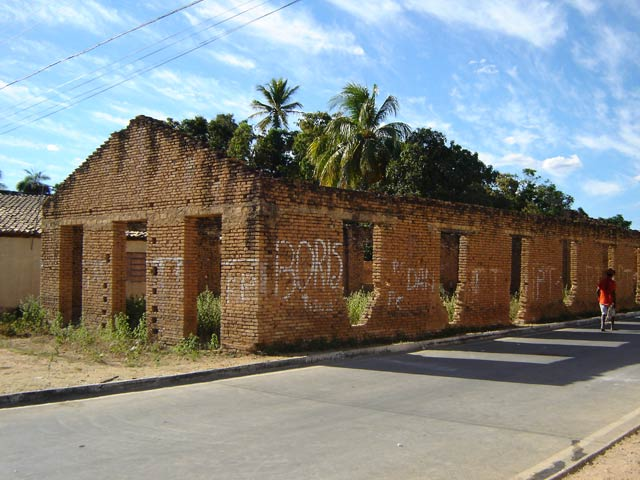
Ruínas da "Igreja Velha". Construído em estilo barroco por escravos, no século XVII, o prédio da igreja foi parcialmente demolido em 1963.

Segundo a crença popular, eles permaneceram aproximadamente dez anos na região e após esse período, sem maiores explicações, esse casal não identificado simplesmente partiu dali para lugar ignorado, deixando, por esquecimento talvez, uma imagem de Santa Rita de Cássia no casebre onde morou.
Existem versões no tradicional conceito do povo local, que afirmam que o tal casal tenha sido morto pelos índios que habitavam à região; outras versões contam que eles foram devorados por animais selvagens. Há também quem acredite piamente que esse casal foi enviado por Deus com a missão de conduzir a imagem de Santa Rita de Cássia (ou Santa Rita dos Impossíveis) para as margens do rio Preto e depositá-la anonimamente no local, daí o porquê do seu desaparecimento, descartando assim as versões atribuídas aos índios e aos animais selvagens.
O fato é que a imagem da santa foi realmente encontrada no casebre pelos novos colonos que ali chegaram; entretanto, não foi encontrado qualquer vestígio de luta ou cadáveres nas imediações. Naturalmente, o anônimo casal, cumprindo sua missão, tenha regressado ao seu lugar de origem sem ser identificado, sem sofrer qualquer ameaça ou agressão, "sob a proteção da santa".
Entre os novos colonos que sucederam o casal português, estavam: o capitão-mor Ângelo Custódio da Rocha Medrado; o índio Francisco Rodelas, nomeado capitão em 1674; o capitão João de Araújo Costa, natural de Olinda, Pernambuco; e José Pereira de Matos, que fundou a fazenda Ribeira do Rio Preto, que mais tarde passou a se chamar Fazenda Santa Rita, devido à imagem encontrada ali e para a qual foi erigida uma pequena capela.
A Fazenda Santa Rita, que posteriormente passou a ser propriedade de Nicolau Gonçalves Franco, constituiu-se um grande núcleo de migrantes, o que fez com que o arraial crescesse e prosperasse.
Em Carta Régia enviada ao então governador-geral do Brasil, D. João de Lencastre, datada de 2 de dezembro de 1698, o novo rei de Portugal, D. Pedro II, determinou que fossem fundados "núcleos de civilização" (ou "postos de vigilância") nas bacias do rio São Francisco, do rio Grande e do rio Preto, para atender aos pedidos dos habitantes locais que chegavam insistentemente a Lisboa, solicitando segurança contra os ataques dos índios às suas fazendas e também reivindicando maior presença na região de instituições que representassem o Estado. Além disso, a metrópole percebeu a necessidade da presença de colonos naquela região para garantir aos portugueses a posse das terras à oeste do rio São Francisco.
Inicia-se assim a implantação/oficialização dos primeiros povoados na região, em núcleos já habitados que existiam desde 1600: Pilão Arcado, na margem esquerda do São Francisco; São Francisco das Chagas da Barra do Rio Grande do Sul, atual Barra, na confluência do rio Grande com o rio São Francisco; Campo Largo (atual Cotegipe), à margem esquerda do rio Grande, 80 quilômetros abaixo de onde surgiria Barreiras; Vila de Nossa Senhora do Livramento de Paranaguá, atual Parnaguá, junto à lagoa de mesmo nome, no Piauí; e Santa Rita do Rio Preto, na margem esquerda do rio Preto. Mais tarde, por volta de 1700, surgiu a comunidade de São João de Barreiras, atual Barreiras.
A ordem foi apenas um complemento, uma formalização para um movimento que já estava se consolidando. Com o crescimento da atividade comercial entre Barra e São João de Barreiras, barqueiros e aventureiros subiam o rio Grande e seus afluentes explorando áreas desabitadas, o que culminou na formação de novas comunidades. Os povoados prosperaram e foram durante muito tempo os principais "núcleos de civilização" da região.
Porém, como os ataques dos índios continuavam, em 17 de dezembro de 1699 o rei português, D. Pedro II, autorizou a D. João de Lencastre, governador-geral do Brasil, que fizesse oficialmente guerra contra os índios, assinando assim a sentença de morte dos indígenas. As tribos foram praticamente dizimadas, com exceção dos índios Aricobés, de Angical, que por serem de índole mansa, foram poupados e posteriormente catequizados, primeiro por capuchinhos e depois por franciscanos, carmelitas e jesuítas vindos de Salvador, iniciando-se assim um trabalho educativo que se desenvolveu por toda a região. Apesar disso, a perseguição sistemática contra esses índios continuou até a década de 30 do século XX.
Embora no período colonial essa região fizesse parte da capitania de Pernambuco, ela ficava geograficamente mais próxima à capitania da Bahia, por isso foram os desbravadores baianos que, em combates com os índios, se apossaram das terras da margem esquerda do rio São Francisco. Porém, Pernambuco não se conformava com a perda de uma parte tão significativa do seu território, e após mais de um século de reivindicações, obteve a reanexação, em caráter administrativo, das terras da margem esquerda do São Francisco.

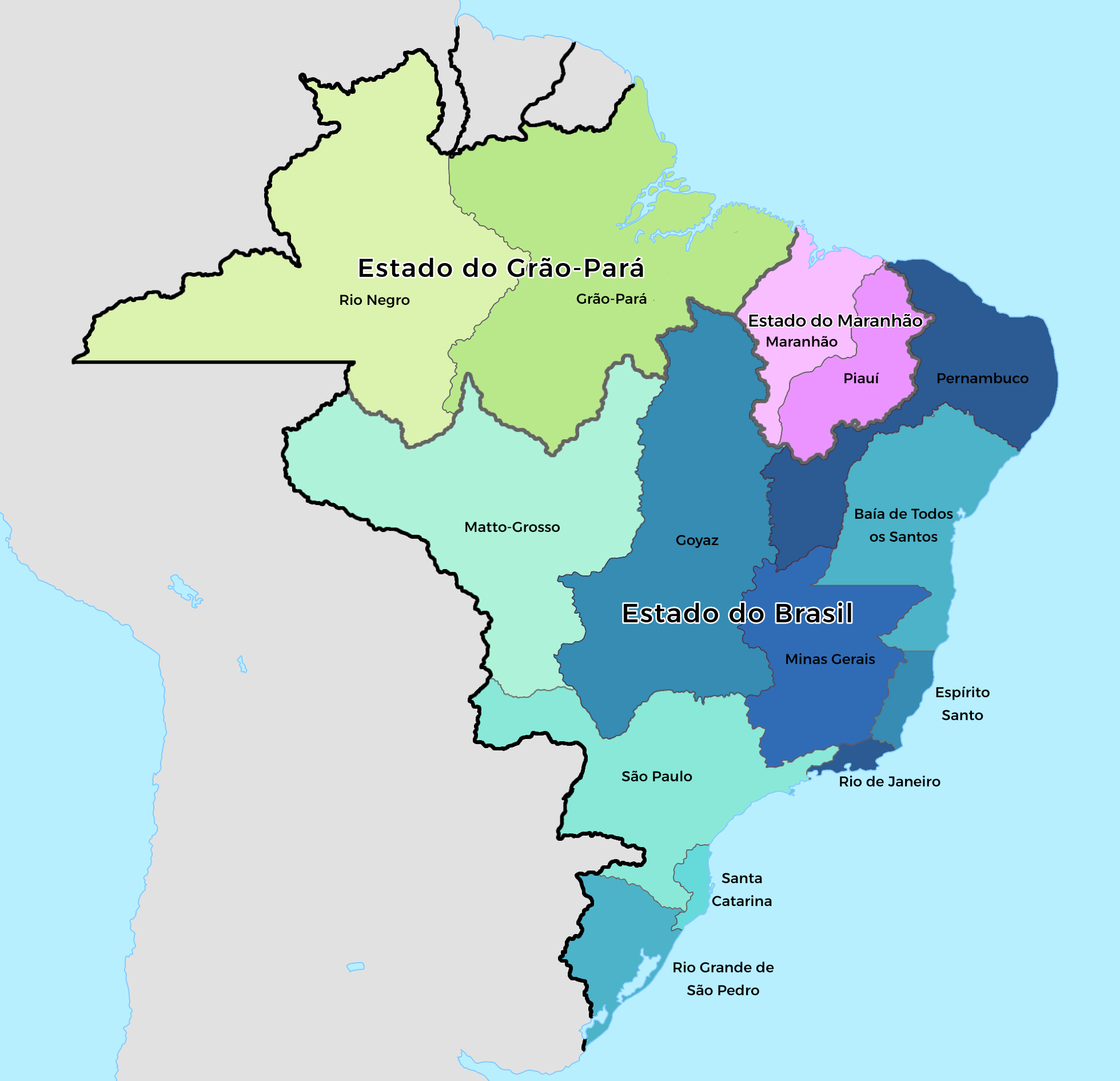
Mapa das divisões administrativas do Brasil em 1789, no qual vemos a região oeste da Bahia como pertencente à capitania de Pernambuco.

Em 1810, D. João VI, com a Família Real já no Brasil, criou a pedido dos pernambucanos a Comarca do Sertão de Pernambuco nas terras à margem esquerda do São Francisco, que mais tarde passou a chamar-se Comarca do São Francisco.
Por causa das revoluções separatistas que os pernambucanos fizeram em 1817 e em 1824 com o fim de se separar do Brasil e formar um país independente que se chamaria Confederação do Equador, D. Pedro I, em represália, anexou primeiramente a Comarca do São Francisco a Minas Gerais e posteriormente, em 1827, incorporou definitivamente toda a margem esquerda do São Francisco à Bahia. Durante muito tempo rolou nos tribunais uma questão judicial entre a Bahia e Pernambuco pela disputa desta área, que ficou conhecida como Região do Além São Francisco.
Em 13 de julho de 1850, o Barão de Cotegipe apresentou à Assembléia Provincial um projeto de sua autoria propondo a criação da província do São Francisco, que seria composta pelas comarcas de Urubú (atual Paratinga), Barra, Pilão Arcado, Sento Sé e Juazeiro, além das comarcas de Parnaguá, no Piauí, e de Paracatu, São Romão e Januária, da província de Minas Gerais, mas o projeto não vingou.
Até hoje, alguns dos seus habitantes ainda lutam e sonham com a criação do Estado do São Francisco.  Esta área hoje compreende a Região Oeste da Bahia, que é onde está localizado o município de Santa Rita de Cássia.

## Emancipação política
Crescendo rapidamente, o povoado de Santa Rita do Rio Preto alcançou foros de freguesia com a criação da Paróquia de Santa Rita de Cássia, em 1804. O primeiro "fabriqueiro" da nova igreja matriz do povoado foi Antonio Estácio de Souza, por provisão de 8 de agosto de 1804, e o primeiro vigário foi o padre Francisco Xavier Miranda, substituído em 1811 pelo padre Manuel Antônio Ribeiro.

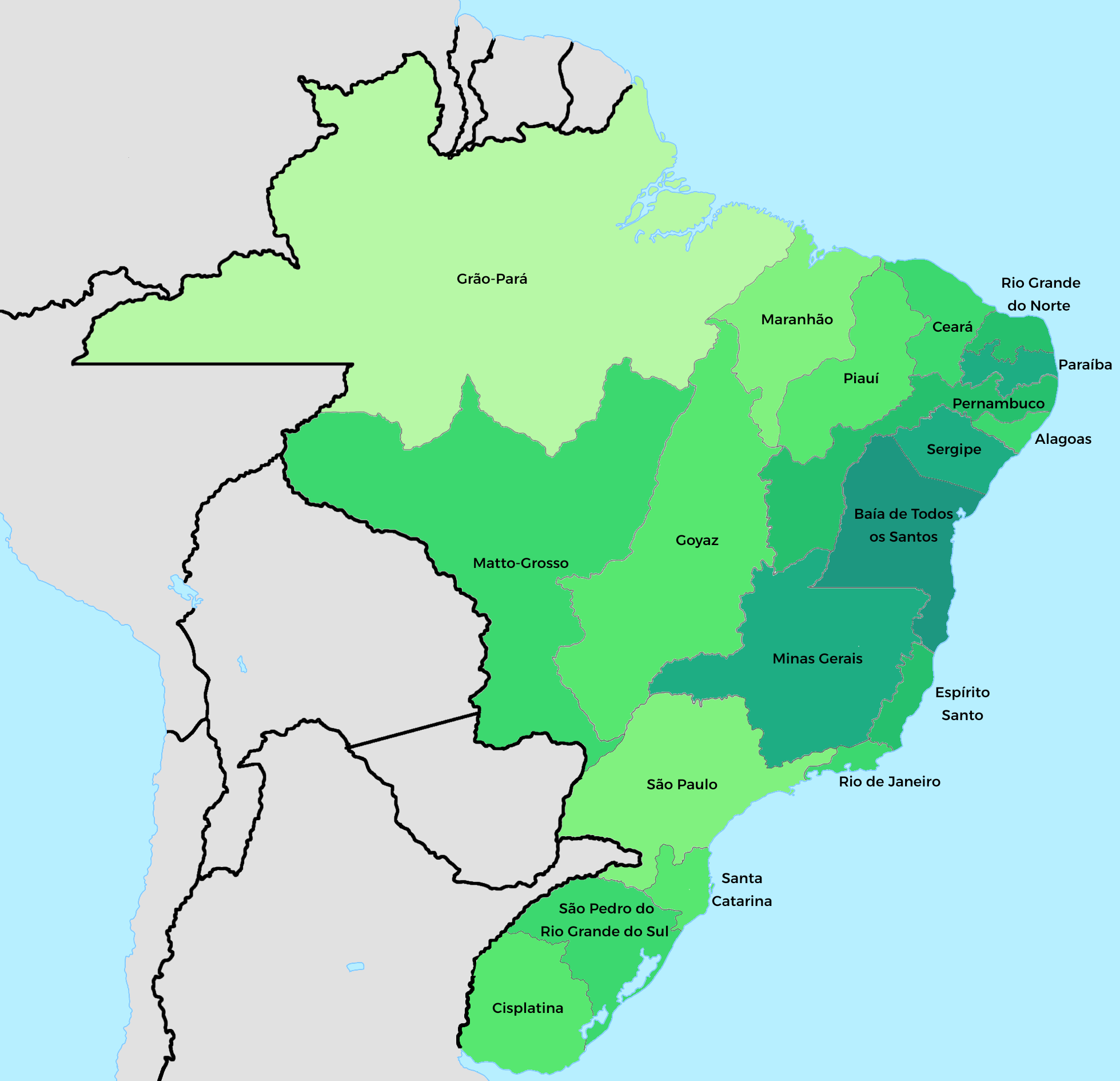
Províncias brasileiras à época da Independência (1822).

Fato digno de registro na história local é a participação marcante do casal José da Rocha Medrado e Rita Antunes Guimarães Rocha no processo de emancipação do município. Na primeira metade do século XIX, foram eles que constituíram, sem alarde demagógico, o alicerce básico em que foi ascentado a edificação da vida política de Santa Rita de Cássia.
Descendentes de velhos troncos proprietários da região, o tenente José da Rocha Medrado e sua esposa, D. Rita Antunes Guimarães Rocha, proeminentes agricultores e pecuaristas, donos de vastas glebas, ficaram empolgados e embevecidos com o desenvolvimento que invadia o povoado, sobretudo com a chegada de grupos de migrantes que vinham de plagas distantes, atraídos pela riqueza das terras do vale do rio Preto e com o objetivo de se estabelecerem na região e fazê-la prosperar.
No desejo ardente de um futuro próspero para o seu florescente rincão natal, José da Rocha Medrado e D. Rita Antunes Guimarães Rocha começaram a direcionar seus esforços para a emancipação política do povoado, que era então subordinado ao município de Barra do Rio Grande. O processo emancipacionista naturalmente carecia de obedecer ao tradicional ritual legislativo, considerando prioritariamente o número de habitantes, prédios e rendas tributárias satisfatórias às exigências pertinentes aos preceitos das leis vigentes.
Não obstante a chegada de grupos e mais grupos de colonos ao povoado, esses não encontravam áreas urbanas destinadas à construção de suas residências. Com isto, os colonos viam-se obrigados a migrarem para a zona rural, onde facilmente adquiriam glebas de terras de veredas, que lhes permitiam a edificação de moradias e a criação de roças de lavoura e pastagens para a criação de gado, formando assim pequenas propriedades rurais e fixando ali mesmo os seus domicílios. Estas pequenas propriedades foram se enfileirando céleres na região central do território, e receberam mais tarde o cognome de Veredas.
Estes acontecimentos porém, frustravam a possibilidade do povoado auferir condições urbanísticas para fazer jus ao processo de sua independência política. Apesar do desenvolvimento habitacional e econômico da zona rural, o povoado, que seria a sede do futuro município, decaía no contexto das normas satisfatórias às exigências determinadas em lei, o que dificultava a consolidação do processo emancipacionista.
Então, o casal José da Rocha Medrado e D. Rita Antunes Guimarães Rocha tomou para si a missão de levantar uma bandeira de lutas e sacrifícios em prol da independência do seu povo, que apesar de ser dotado de idéias progressitas, carecia de consolidar a emancipação política do seu território. De imediato, foi iniciado um grande movimento propagandista de conscientização e de incentivo à aglomeração urbana na sede do território. A campanha obteve surpreendente êxito, e num curto espaço de tempo a bandeira emancipacionista triunfou.
Em 26 de março de 1840, por meio da lei provincial nº 119, ocorreu a emancipação política do até então povoado de Santa Rita do Rio Preto, que foi elevado à categoria de vila, e cujo território foi desmembrado do município de Barra do Rio Grande. Uma vez que essa lei é de fundamental importância para a história do município, considera-se o ano de 1840 como sendo a data oficial de fundação da cidade.
Santa Rita de Cássia foi o segundo município a ser criado na Região Oeste da Bahia: o primeiro foi Campo Largo (atual Cotegipe), emancipado em 1820.
Apesar da aprovação dessa lei, a independência política de Santa Rita do Rio Preto só foi concretizada em 3 de novembro daquele ano, com a instalação de sua primeira Câmara de Vereança e com a eleição do primeiro intendente (antiga denominação dada ao chefe do poder executivo municipal) pela maioria de seus membros.
Dezenove foram os intendentes que governaram Santa Rita do Rio Preto até a Revolução de 30, quando a figura do intendente deu lugar à do prefeito.

## Consolidação do município
Santa Rita do Rio Preto, após sua independência política, e com os poderes governamentais em franca atividade, passou a sobreviver sem a mínima estrutura urbanística. Apesar dos esforços do casal Rocha Medrado para concentrar as residências na parte urbana do povoado, eles conseguiram apenas o suficiente para atender às exigências da emancipação. A municipalidade não dispunha ainda de uma área territorial destinada ao incentivo de construções habitacionais e comerciais no primeiro distrito sede, o que culminava na paralisação do seu crescimento e fazia o recém-criado município regredir de maneira assustadora. Os migrantes que lá chegavam, apesar do entusiasmo com a fertilidade das terras, não encontravam campo adequado para o desenvolvimento de suas atividades, fosse na esfera comercial ou na residencial. Os governantes se sucediam frustrados, sem encontrar soluções para o desenvolvimento da cidade, que cada vez mais era tragada pela inércia. Já pairava no ar a ameaça de uma iminente desativação de sua emancipação política devido à estagnação do seu desenvolvimento.
Surge então, mais uma vez na história de Santa Rita do Rio Preto, a presença benemérita dos cidadãos José da Rocha Medrado e D. Rita Antunes Guimarães Rocha, que sem medirem obstáculos e consequências da redução dos seus bens, doaram à municipalidade, através da Câmara de Vereadores, um quarto de légua das terras da Fazenda Santa Rita (incluindo aí a área onde estava edificada a capela), com domínio onde hoje se acha edificada a cidade, cuja escritura pública foi lavrada em 31 de agosto de 1860 pelo tabelião Venâncio Antônio dos Santos Mártires; o imóvel foi havido pelos doadores através de compra feita a José Pereira de Matos e sua esposa Cândida Maria da Soledade.
Com esse ato, eles conseguiram remover um obstáculo considerado intransponível na concepção da comunidade já desesperançosa da manutenção do município.
Após a transmissão dessa escritura, o município tomou novo rumo. A esperança de um futuro próspero voltou a florescer em sua caminhada. De imediato, a área doada ao povo foi sendo ocupada com edificações de prédios, solidificando, portanto, a sua emancipação política já cambaleada pela inércia.
Como a vila ficasse a quase um quilômetro distante do rio Preto, separada deste por alagadiços, José da Rocha Medrado empreendeu então a abertura de um canal ou desvio do curso do rio, de forma a aproximá-lo do agrupamento urbano, intento esse que levou adiante com êxito, usando para isso apenas recursos do próprio bolso e deixando deste modo mais um inestimável melhoramento ao município. Esse canal existe até hoje e presta serviços à população de Santa Rita de Cássia, tanto como abastecedor de água, como se prestando também em parte à navegação, por oferecer a esta porto seguro e pouco distante do bairro comercial. O ato de abertura desse canal foi levado pela municipalidade ao conhecimento da Assembléia Provincial.
Foi ainda José da Rocha Medrado que ampliou as comunicações entre Santa Rita do Rio Preto e o estado do Piauí, realizando a abertura de estradas para a sua fazenda Boa Esperança (fazenda essa que está situada na divisa da Bahia com o Piauí), figurando, pois, como porta de intercâmbio de pessoas e escoadouro das produções de cada um deles para o outro. Antes dele, somente o Barão de Cotegipe tinha tido a iniciativa de mandar abrir estradas comunicando as vilas do sertão baiano.
Com a proclamação da República, o município já estruturado com a grande área territorial urbana doada pelo casal Rocha Medrado (área essa que já estava relativamente bem ocupada na virada do século, em sua maior parte por construções residenciais) tornou-se o ponto estratégico de encontro de caravanas oriundas de grande parte do Piauí, norte de Goiás e sul do Maranhão, que buscavam mercadorias de importação. A cidade conquistou movimento expressivo, nivelando-se rapidamente entre os mais importantes centros da zona são-franciscana.

## Século XX
O progresso de fato encetava sua consolidação em Santa Rita do Rio Preto com a inauguração, em 25 de setembro de 1905, da Linha de Navegação Fluvial do Rio Preto, através do vapor Alves Linhares (posteriormente denominado Jasen Melo) da Viação Bahiana do São Francisco (em 1925, a viação contava com uma frota de doze vapores e dez lanchas), que a princípio efetuava uma viagem por mês entre a vila de Formosa do Rio Preto e Juazeiro, passando pelo porto de Santa Rita do Rio Preto, num percurso de 759 quilômetros. Este acontecimento acelerou expressivamente o desenvolvimento comercial da cidade, que obteve condições mais amplas para atender às caravanas vindas dos estados vizinhos.
Um dos fatos mais importantes na vida histórica de Santa Rita do Rio Preto foi a visita do então governador da Bahia José Marcelino de Sousa, em 1908. Compreendendo a relevância dos interesses ligados à navegação do São Francisco, José Marcelino teve em mente ampliar o curso das viagens dos barcos gaiolas (que já trafegavam nas águas do rio Preto) para aumentar a capacidade dos minúsculos vapores, tão visível era a insuficiência deles para o movimento de importação e exportação de mercadorias. De Santa Rita do Rio Preto, ele prosseguiu viagem a bordo do vapor Jasen Melo até o povoado de São Marcelo, a 60 quilômetros de Formosa do Rio Preto. Em São Marcelo, José Marcelino inaugurou a extensão da linha de navegação fluvial até esse povoado, na foz do rio Sapão, cujo curso havia sido previamente desobstruído para esse objetivo. Nos anos que se seguiram, surgiram linhas de navegação para Barra, Bom Jesus da Lapa, Cotegipe, Xique-Xique e Pirapora, em Minas Gerais.
Entre os anos de 1903 e 1908 se deu o auge da exportação da borracha de maniçoba em Santa Rita do Rio Preto, quando esse produto atingiu seus melhores preços no mercado. Nessa época, a cidade conheceu um grande desenvolvimento econômico, com o crescimento assombroso do número de estabelecimentos comerciais e de suas indústrias, tornando-se assim uma das melhores praças comerciais da região.
Porém, o ciclo de crescimento econômico de Santa Rita do Rio Preto foi interrompido, não só pela súbita queda do preço da borracha de maniçoba, como também, e principalmente, por causa da morte do coronel Taciano Rodrigues de Araújo, então chefe político do município, que foi assassinado por seus adversários políticos em 15 de agosto de 1909. A resposta veio logo em seguida: em 18 de agosto do mesmo ano, parentes e amigos do coronel Taciano Rodrigues de Araújo se envolveram no assassinato do coronel Francisco Sidney da Costa, a quem julgavam ser o mandante da morte de Taciano. Estes atentados suscitaram novos desejos de vingança por parte dos adversários, resultando daí uma longa série de crimes praticados de parte a parte pela liderança política do município. As sangrentas lutas armadas entre facções políticas, ocorridas tanto em Santa Rita de Cássia quanto em Formosa do Rio Preto entre 1908 e 1922, época do coronelismo de sertão, ficaram conhecidas como Barulhos.
Foi a partir dessa época que começou o lento declínio de Santa Rita de Cássia frente às demais cidades da região, declínio esse que se acelerou no início dos anos 70, mantendo a cidade sempre aquém de suas possibilidades de desenvolvimento até hoje.
Pelos decretos estaduais nºs. 7455, de 23 de junho de 1931, e 7749, de 23 de julho do mesmo ano, Santa Rita do Rio Preto teve seu nome alterado para Rio Preto. Nessa época o município perdeu o território do Jalapão, que passou a pertencer ao estado de Goiás, com a denominação de Porto Nacional.
Mais tarde, em 1943, em virtude do decreto-lei estadual nº 141, de 31 de dezembro, o município de Rio Preto passou a se chamar Ibipetuba, que em tupi significa banco de areia. A partir de 1957, Ibipetuba passou a se chamar Santa Rita de Cássia, nome que ostenta até hoje.
Um dos acontecimentos históricos de maior importância para o município de Santa Rita de Cássia ocorreu na gestão do prefeito Anibal Rodrigues de Araújo, através do decreto-lei nº 311 de 2 de março de 1938, assinado pelo presidente Getúlio Vargas, que elevou a sede do município à categoria de cidade.
Com a inauguração de Brasília, em 1960, o desenvolvimento de Santa Rita de Cássia tomou novo impulso, uma vez que a Região Oeste da Bahia passou a ter acesso às rodovias que levavam à nova capital e, conseqüentemente, aos grandes centros urbanos do Sudeste.
Em 1961, Santa Rita de Cássia perdeu grande parte do seu território devido à emancipação de Formosa do Rio Preto, que deixou de ser um distrito subordinado à Santa Rita de Cássia para se tornar sede do município de Formosa do Rio Preto.
No final de 1980 ocorreu uma grande enchente no rio Preto devido ao volume excessivo de chuvas que a região recebeu naquele ano. A enchente, que deixou Santa Rita de Cássia parcialmente inundada, destruiu o antigo cais da cidade (construído na década de 1950) e arrancou o calçamento original de muitas ruas, além de ter arruinado lavouras e deixado várias pessoas desabrigadas. Demorou meses até que as águas finalmente se recolhessem ao leito do rio.
Em 1985, o município de Santa Rita de Cássia sofre nova perda territorial, dessa vez por causa da emancipação política de Mansidão.